# PeaZip
PeaZip（ピージップ）は、オープンソースで開発・供給され、無料で使用できるファイルアーカイバ、ファイルマネージャである。

## 概要
PeaZip は、Windows、macOS、Linuxオペレーティングシステム、BSDにおいて、12種類の圧縮と、134種類の解凍と、アーカイブ形式の変換、アーカイブファイルの暗号化、
アーカイブファイルの分割または結合、アーカイブファイルのテスト、アーカイブファイルリストの閲覧、アーカイブファイルを解凍せずにアプリケーションからの利用、アーカイブファイルを解凍せずに実行ファイルを動作、UNICODEファイル名の使用、ファイルの比較、ファイルの完全削除、ハードディスクのデフラグなどの多様な機能を持つ、グラフィカルユーザインタフェースのアーカイバ、ファイルマネージャである。
開発者は開発の目標としてもっとも高い圧縮率を期待できるPAQ及びその後継のZPAQに焦点を当てることを挙げている。

## 機能

### 圧縮対応形式
圧縮に対応する形式はpea、7z、zip、arc、bz2、gz、PAQ、ZPAQ、QUAD/BALZ/BCM、tar、UPX、WIM、xzである。自己解凍機能を持つ圧縮形式は 7Z、ARC である。

### 解凍対応形式
解凍に対応する形式は7z、ZPAQ、apk、bz、bz2、bzip2、tbz2、tbz、gz、gzip、tgz、tpz、tar、zip、zipx、z01、smzip、arj、cab、chm、chi、chq、chw、hxs、hxi、hxr、hxq、hxw、lit、cpio、deb、lzh、lha、rar、r01、00、rpm、z、taz、tz、iso、jar、ear、war、pet、pup、pak、pk3、pk4、slp、Content、xpi、WIM、u3p、lzma86、lzma、udf、xar、dmg、hfs、part1、split、swm、tpz、kmz、xz、txz、vhd、mslz、apm、mbr、fat、ntfs、exe、dll、sys、msi、msp、ods、ots、odm、oth、oxt、odb、odf、odg、otg、odp、otp、odt、ott、gnm、doc、dot、xls、xlt、ppt、pps、pot、docx、dotx、xlsx、xltx、swf、flv、quad、balz、zpaq、paq8f、paq8jd、paq8l、paq8o、lpaq1、lpaq5、lpaq8、ace、arc、wrc、001、pea、cbz、cbr、cba、cb7、cbtである。

### 暗号化
7z、zip、pea形式は256ビットの Rijndael AESで暗号化、arc形式は256ビットのAES、Blowfish、Twofish、Serpentのいずれかの形式で暗号化する。

### コンテキストメニューからの利用
Windows シェル環境に組み込んで右クリックで使用することも、右クリックの「送る」メニューから使用することもできる。
macOSではDMGファイルに含まれている[macOS service menus]のスクリプトをインストールすることでコンテキストメニューからPeazipを使用できるようになる。

## プラットフォーム

### Windows版
バージョン5.5.2以降は、2000、XP、Vista/7/8/8.1/10（32bit版と64bit版）を提供し、9x、NT4へと対応しているバージョンは5.5.1が最後となる。

### Mac版
2021年12月15日にリリースされたバージョン8.4.0にて、macOSへの対応が行われた。Appleシリコンに対応している。

### Linux版
Linux版はGTK2ウィジェット・ツールキット形式としてdeb (all)、deb (i386)、RPM、TGZパッケージ形式、Qtユーザインタフェース形式としてdeb (all)、RPM、TGZパッケージ形式を提供している。
7.4.2以降はp7zipの代わりにp7zip forkを使用している。

### BSD版
公式サイトからFreeBSD向けポータブル版をダウンロードできる。
その他のBSD向けにはGithubからソースコードが入手可能。

### ポータブル版
ポータブル版として、PeaZipの公式サイトで、Windowsの32bitまたは64bit版、LinuxのGTK2またはQt版、PortableApps.comのサイトで、Windowsの32bit版が提供されている。
またappimage版も配布されている。